# Список аэропортов по коду ИКАО: B
Список аэропортов по коду ИКАО: A — B — C — D — E — F — G — H — I — J — K — L — M — N — O — P — Q — R — S — T — U — V — W — X — Y — Z
Формат записей:
- ИКАО (ИАТА) — Название аэропорта — Местоположение.

## BG —Гренландия
См. также Категория:Аэропорты Гренландии
- BGAA (JEG) — Аасиаат — Аасиаат
- BGAG (AOQ) — Ааппилатток — Ааппилатток
- BGAK — Акуннаак — Акуннаак
- BGAM (AGM) — Тасиилак — Ангмагссалик
- BGAP (LLU) — Аллуитсуп-Паа — Аллуитсуп-Паа
- BGAQ (QUV) — Ааппилатток, Куяллек — Ааппилатток (Куяллек)
- BGAR (JRK) — Арсук — Арсук
- BGAS (QUW) — Аммассивик — Аммассивик
- BGAT (QGQ) — Атту — Атту
- BGBW (UAK) — Нарсарсуак — Нарсарсуак
- BGCH (JCH) — Касигианнгуит — Касигианнгуит
- BGCO (CNP) — Нерлерит Инаат — Земля Джеймсона
- BGEM — см. BGAA
- BGET (QFG) — Экалугаарсуит — Экалугаарсуит
- BGFD (QFN) — Нарсак — Нарсак
- BGFH — см. BGPT
- BGGD (JGR) — Кангилиннгуит — Кангилиннгуит
- BGGH (GOH) — Нук — Нуук
- BGGN (JGO) — Кекертарсуак — Кекертарсуак
- BGHB — см. BGSS
- BGIA (IKE) — Икерасак — Икерасак
- BGIG — Игиниарфик — Игиниарфик
- BGIK (QRY) — Икерасаарсук — Икерасаарсук
- BGIL — Илиманак — Илиманак
- BGIN (IUI) — Иннаарсуит — Иннаарсуит
- BGIS (IOQ) — Исерток — Исерток
- BGIT (QJI) — Икамиут — Икамиут
- BGJH (JJU) — Какорток — Какорток
- BGJN (JAV) — Илулиссат — Илулиссат
- BGKA — Кангаатсиак — Кангаатсиак
- BGKK (KUS) — Кулусук — Кулусук
- BGKL — Упернавик-Куяллек — Упернавик-Куяллек
- BGKM (KUZ) — Кууммиут — Кууммиут
- BGKQ (KHQ) — Куллорсуак — Куллорсуак
- BGKS (KGQ) — Кангерсуатсиак — Кангерсуатсиак
- BGKT (QJE) — Китсиссуарсуит — Китсиссуарсуит
- BGLL (IOT) — Иллорсуит — Иллорсуит
- BGMO — Мориусак — Мориусак
- BGMQ (JSU) — Маниитсок — Маниитсок
- BGNK (QMK) — Ниакорнаарсук — Ниакорнаарсук
- BGNL — Налунак — Налунак
- BGNN (JNN) — Нанорталик — Нанорталик
- BGNQ (JUU) — Нугатсиак — Нугатсиак
- BGNS (JNS) — Нарсак — Нарсак
- BGNT (NIQ) — Ниакорнат — Ниакорнат
- BGNU (NSQ) — Нууссуак — Нууссуак
- BGPT (JFR) — Паамиут — Паамиут
- BGQA — см. BGQQ
- BGQE (PQT) — Кекертак — Кекертак
- BGQQ (NAQ) — Каанаак — Каанаак
- BGQT (QJH) — Кассимиут — Кассимиут
- BGSC (OBY) — Иллоккортоормиут — Иллоккортоормиут
- BGSF (SFJ) — Кангерлуссуак — Кангерлуссуак
- BGSG (SGG) — Сермилигаак — Сермилигаак
- BGSI (SRK) — Сиорапалук — Сиорапалук
- BGSO (QOQ) — Саарлок — Саарлок
- BGSQ — Саккак — Саккак
- BGSS (JHS) — Сисимиут — Сисимиут
- BGST (SAE) — Сааттут — Сааттут
- BGSV (SVR) — Сависсивик — Сависсивик
- BGTA (TQA) — Тасиусак, Аванаата — Тасиусак (Каасуитсуп)
- BGTL (THU) — Питуффик — Питуффик, Каанаак
- BGTN (TQI) — Тинитекилаак — Тинитекилаак
- BGTQ (XEQ) — Тасиусак, Куяллек — Тасиусак (Куяллек)
- BGUK (JUV) — Упернавик — Упернавик
- BGUM (UMD) — Уумманнак — Уумманнак
- BGUQ (JQA) — Каарсут — Каарсут
- BGUT (JUK) — Уккусиссат — Уккусиссат

## BI —Исландия
См. также Категория:Аэропорты Исландии
- BIAR (AEY) — Акурейри — Акурейри
- BIBA — Бакки — Бакки
- BIBD (BIU) — Бильдюдалюр — Бильдюдалюр
- BIBK (BJD) — Баккафьодюр — Баккафьодюр
- BIBL (BLO) — Блёндюоус — Блёндюоус
- BIBR — Будардалюр — Будардалюр
- BIDV (DJU) — Дьюпивогюр — Дьюпивогюр
- BIEG (EGS) — Эйильсстадир — Эйильсстадир
- BIGJ (GJR) — Гьёгюр — Гьёгюр
- BIGR (GRY) — Гримсей — Гримсей
- BIHN (HFN) — Хорнафьодюр — Хёбн
- BIHU (HZK) — Хусавик — Хусавик
- BIIS (IFJ) — Исафьордюр — Исафьордюр
- BIKF (KEF) — Кеблавик — Кеблавик
- BIKP (OPA) — Коупаскер — Коупаскер
- BIKR (SAK) — Сёйдауркроукюр — Сёйдауркроукюр
- BINF (NOR) — Нордфьордюр — Нордфьордюр
- BIPA (PFJ) — Патрексфьордюр — Патрексфьордюр
- BIRF (OLI) — Рив — Оулафсвик
- BIRG (RFN) — Рёйвархёбн — Рёйвархёбн
- BIRK (RKV) — Рейкьявик — Рейкьявик
- BISF — Сельфосс — Сельфосс
- BISI (SIJ) — Сиглюфьордюр — Сиглюфьордюр
- BIST (SYK) — Стиккисхоульмюр — Стиккисхоульмюр
- BITE (TEY) — Тингейри — Тингейри
- BITN (THO) — Тоурсхёбн — Тоурсхёбн
- BIVM (VEY) — Вестманнаэйяр — Вестманнаэйяр
- BIVO (VPN) — Вопнафьордюр — Вопнафьордюр

## BK —Косово
См. также Категория:Аэропорты Косово
- BKPR (PRN) — Международный аэропорт Приштины — Приштина